# 4e Nota Waterhuishouding
In de Vierde nota waterhuishouding legde de Nederlandse regering in 1998 haar belangrijkste beleidsdoelstellingen met betrekking tot het waterbeheer vast voor met name de periode 1998-2006.
De nota vormt een vervolg op de Derde nota waterhuishouding uit 1989. Koerswijzigingen ten opzichte van die Derde nota waterhuishouding hangen vooral samen met voortschrijdende inzichten rond klimaatverandering, zeespiegelstijging en bodemdaling.
Net als de derde nota gaat de Vierde nota waterhuishouding uit van integraal waterbeheer en een watersysteembenadering. Hoofddoelstelling van de Nota is het hebben en houden van een veilig en bewoonbaar land. Verdere uitgangspunten zijn dat zo veel mogelijk op een natuurlijke wijze moet worden omgegaan met het water en de watersystemen, dat een watersysteem- en stroomgebiedbenadering zowel nationaal als internationaal de nadruk moet krijgen, en dat een goede samenhang tussen waterbeleid, milieubeleid en ruimtelijke ordening moet worden bewerkstelligd.
Praktisch is de invloed van de nota dat te verplaatsen (water)bodem wordt getoetst aan streef- en interventiewaarden en op basis daarvan wordt ingedeeld in een kwaliteitsklasse:
- klasse 0: niet verontreinigd
- klasse 1: (zeer) licht verontreinigd
- klasse 2: licht verontreinigd
- klasse 3: matig verontreinigd
- klasse 4: ernstig verontreinigd

Met het in werking komen van het Besluit Bodemkwaliteit is bovenstaande indeling komen te vervallen. Wel zijn de vergunningscriteria en daarmee de acceptatievoorwaarden van veel depots nog gebaseerd op deze indeling.
Opvolger van de nota is het Nationaal Waterplan in 2009.